# Nadziewarka do kiełbas

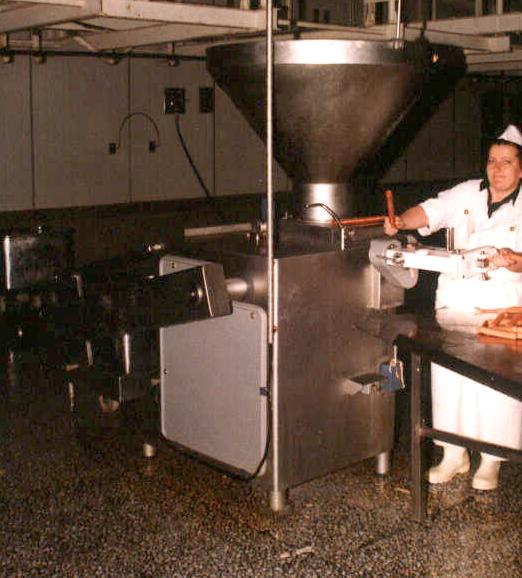
Nadziewarka w przemyśle mięsnym, autor W. Grabowski

Nadziewarka do kiełbas – nazywana również szprycą do kiełbas. Jest to ręczne lub hydrauliczne urządzenie wykorzystywane w gastronomii do nadziewania kiełbas. Ze względu na kształt wyróżniamy urządzenia pionowe oraz poziome. Do najpopularniejszych modeli ze względu na pojemność, wyróżniamy nadziewarki 7-, 10- i 15-litrowe.